# Zona 30
Una Zona 30 es un área urbana en donde la velocidad máxima para los vehículos motorizados es de 30 km/h y los peatones tienen prioridad. En los países que utilizan el sistema inglés de unidades, se le conoce como Zona 20, porque la velocidad máxima es de 20 mph (32,2 kilómetros por hora).

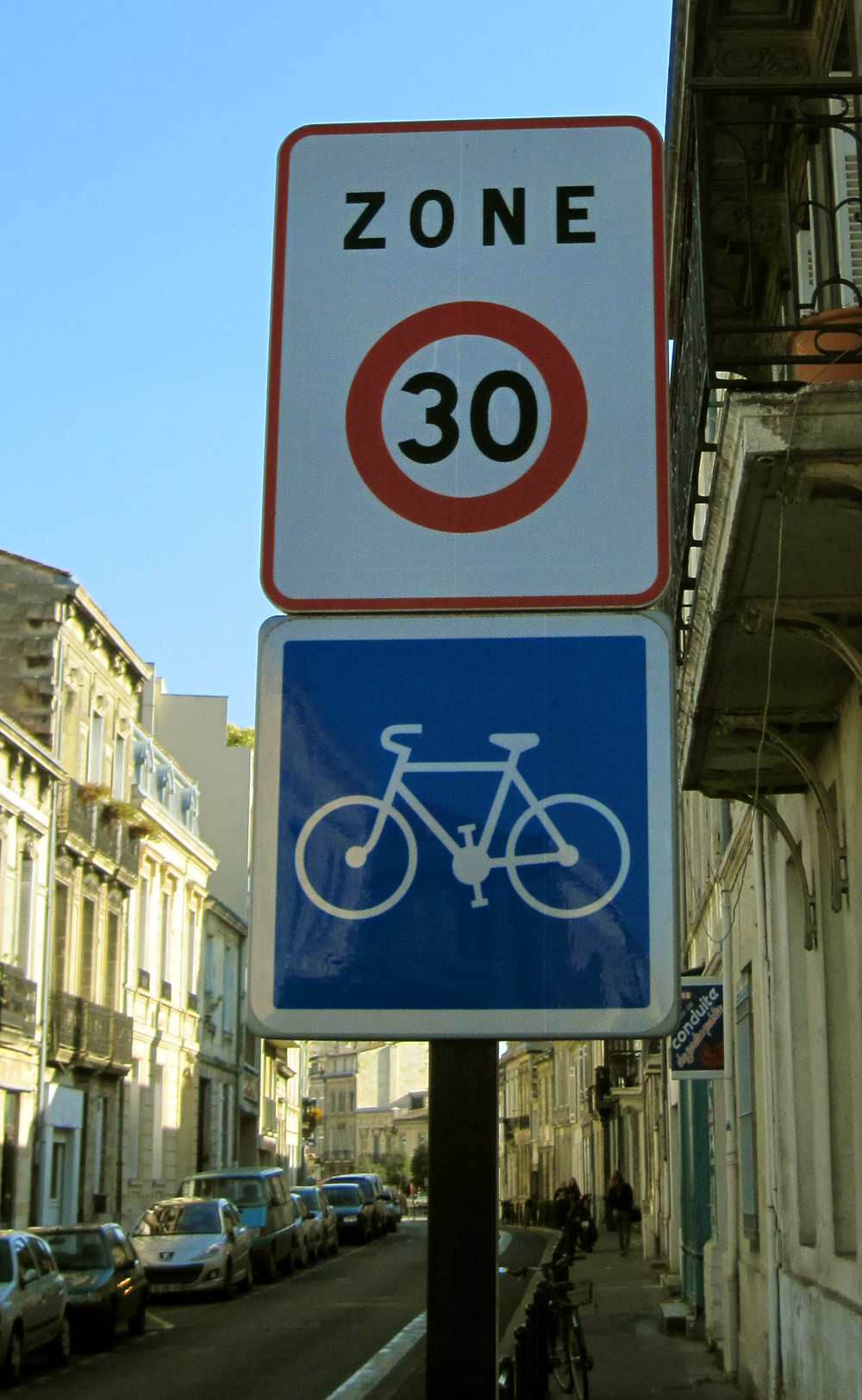
Zona 30 en Burdeos, Francia

Fue en el año de 1983 que se estableció la primera zona de 30 km/h como proyecto piloto en la ciudad de Buxtehude, en Alemania.
Ventajas y beneficios de las zonas 30:
- El número y la gravedad de los accidentes se reducen considerablemente.
- Limitar la velocidad de los vehículos a 30 km/h reduce el ruido del tráfico.
- Un límite de 30 km/h mejora la calidad del aire ya que se emiten menos gases, lo que contribuye a una mejora general de la salud en los habitantes.
- Un límite de 30 km/h puede ayudar a disminuir el cambio climático porque una velocidad inferior significa menos emisiones de dióxido de carbono.
- El límite de velocidad a 30 km/h salva vidas.

Además, garantiza un flujo de tráfico constante con menos congestión vehicular, y consigue que pasear en bicicleta, caminar o utilizar el autobús o el metro sean actividades más agradables. Esto a su vez, anima a las personas a adoptar estos medios, lo que reduce todavía más las emisiones de efecto invernadero.

## Países

### América

#### Estados Unidos

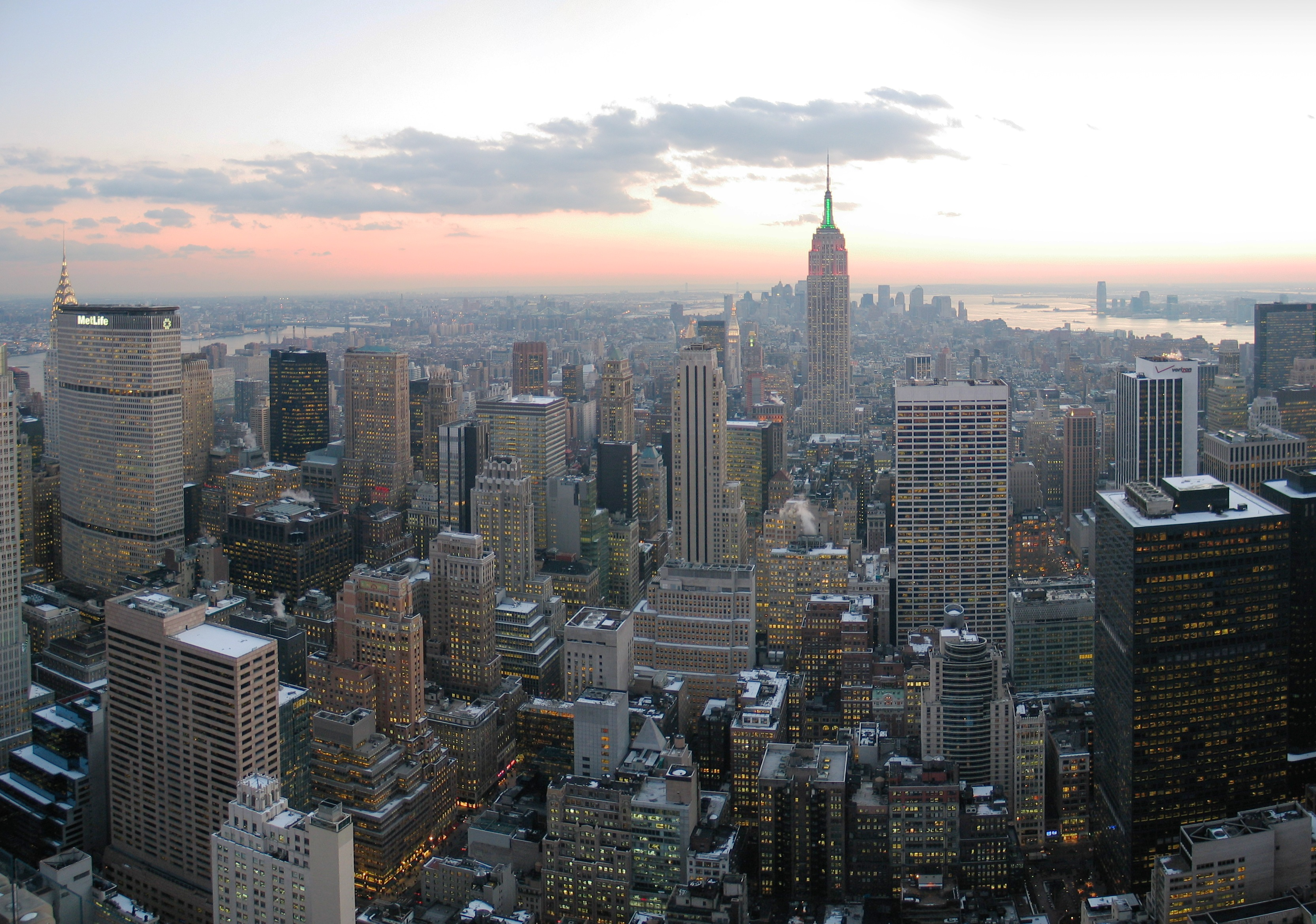
Nueva York es la ciudad que tiene más Zonas 20 en Estados Unidos

En los Estados Unidos, la ciudad de Nueva York está a la cabeza con zonas 20 mph en diferentes barrios, y actualmente se arreglan 60 mi (100 km) de calles por año para la conversión a zonas 20 mph (32,2 kilómetros por hora).
Además, 10 estados permiten límites de velocidad de 15 mph (24,1 kilómetros por hora) o 20 mph (32,2 kilómetros por hora) en rutas lineales, que son:
- Alaska, estipula un límite de velocidad de 15 mph (24,1 kilómetros por hora) en callejones y 20 mph (32,2 kilómetros por hora) en los distritos financieros.
- Carolina del Norte, en sus distritos financieros tienen un límite de velocidad legal de 20 mph (32,2 kilómetros por hora) a no ser que se indique lo contrario.
- Delaware, en las zonas escolares tienen límite de velocidad de 20 mph (32,2 kilómetros por hora).
- Florida, en las zonas escolares tienen límite de velocidad de 10 mph (16,1 kilómetros por hora) a 20 mph (32,2 kilómetros por hora).
- Massachusetts, ha puesto su límite de velocidad por defecto a 15 mph (24,1 kilómetros por hora) en las proximidades de un proveedor móvil con luces intermitentes amarillas (como un camión de helados) y a 20 mph (32,2 kilómetros por hora) en una zona escolar cuando los niños están presentes.
- Oregón, en lugar de tener un límite de velocidad cuando los niños están presentes, tienen un límite de velocidad de 20 mph (32,2 kilómetros por hora), en ciertas horas del día en los días de escuela, de 7 a. m. a 5 p. m..
- Pensilvania, generalmente utiliza 15 mph (24,1 kilómetros por hora) como límite de velocidad para las zonas escolares durante las horas de llegada y salida.
- Rhode Island, su límite de velocidad por defecto es 15 mph (24,1 kilómetros por hora) dentro de los 300 pies (90 m) de una escuela.
- Virginia Occidental, sus zonas escolares tienen un límite de velocidad legal de 15 mph (24,1 kilómetros por hora), a excepción de las carreteras con un límite de velocidad de 55 mph (88,5 kilómetros por hora) o más alta, que tienen una velocidad recomendada de 35 mph (56,3 kilómetros por hora) en las zonas escolares cuando los niños están presentes. Una zona escolar incluye 200 pies (60 m) adyacentes a la escuela (o camino escolar) en ambas direcciones.
- Wisconsin, tiene un límite de velocidad por defecto de 15 mph (24,1 kilómetros por hora) en las zonas escolares, cerca de parques con niños, y en callejones.[5]

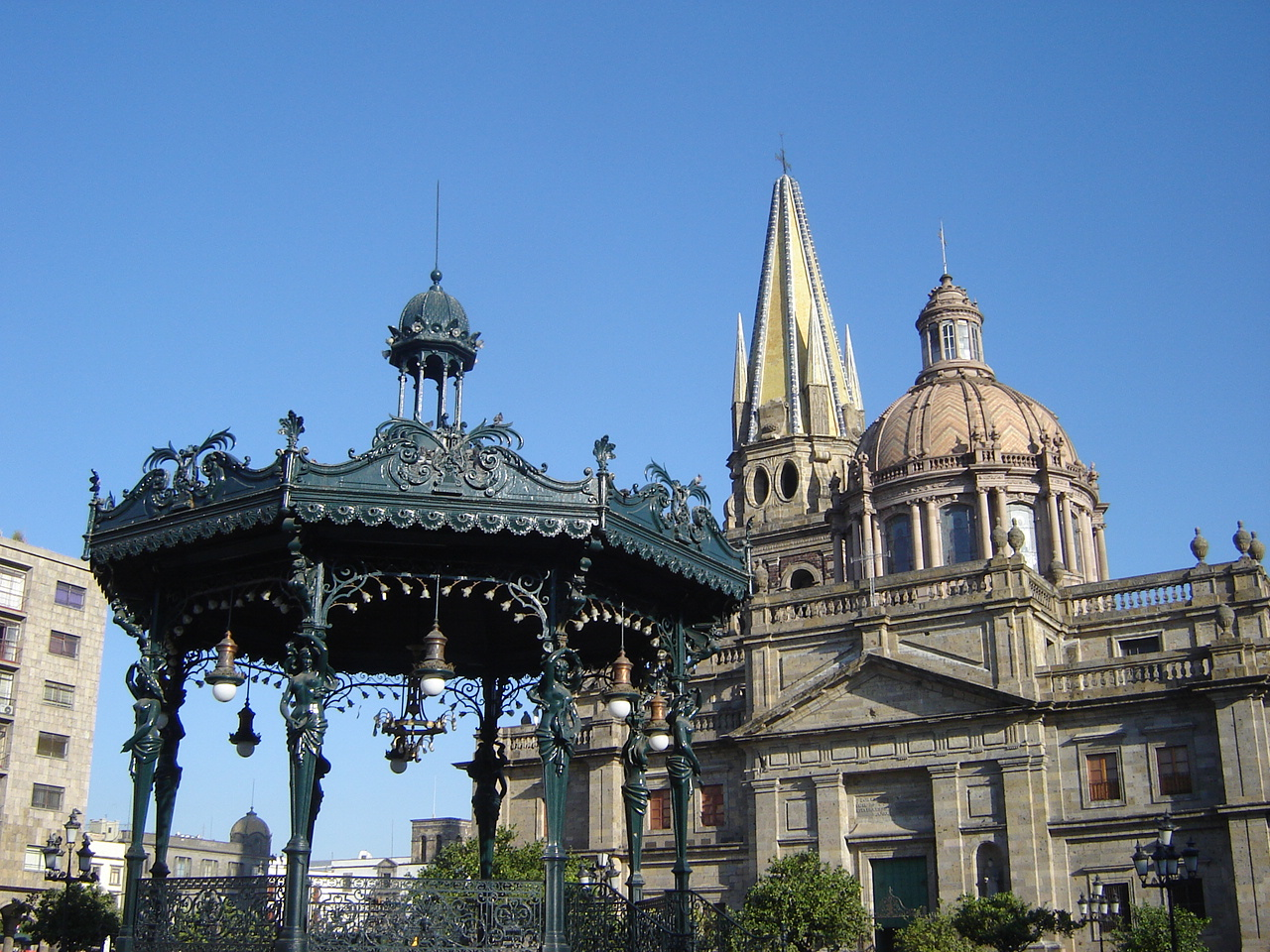
Centro Histórico de Guadalajara

#### México
Las ciudades mexicanas en donde se ha aplicado la Zona 30 son:
- Monterrey, Nuevo León: en el Barrio Antiguo.[6]
- Guadalajara, Jalisco: en el Centro Histórico.[7]
- Zapopan, Jalisco: en el Centro Histórico.[8]
- Los Mochis, Sinaloa: en el Centro de la ciudad.[9]

#### Perú
Se ha aplicado la Zona 30 en Lima, la capital:
- Lima, San Isidro: en la calle Los Libertadores y calle burgos.[10]

#### Chile
En 2014, se implementaron Zonas 30 en las comunas de la Florida y Providencia.
En 2018, a través de la Ley de Convivencia Vial se incorporó la definición de Zonas de Tránsito Calmado como “Vía o conjunto de vías emplazadas en zonas urbanas, definidas dentro de una determinada área geográfica, en las que a través de condiciones físicas u operacionales de las vías se establecen velocidades máximas de circulación inferiores a las establecidas en esta ley, pudiendo éstas ser de 40 kilómetros por hora, 30 kilómetros por hora o 20 kilómetros por hora.” Esta figura pretende facilitar la creación de Zonas 30 en las comunas del país. Varias Zonas 30 se implementaron desde entonces, como en las comuna de Nuñoa y Concepción en 2021 o de Peumo en 2022.

### Europa

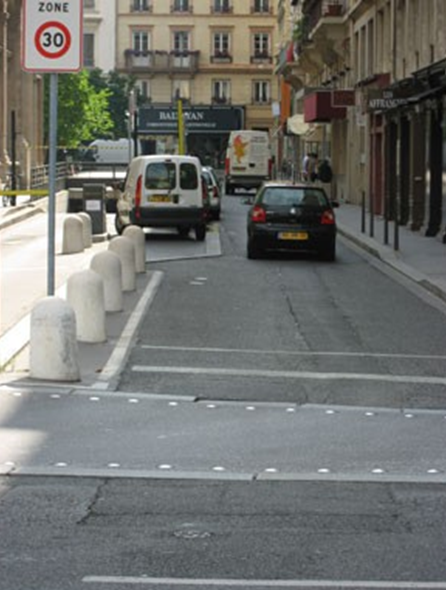
Zona 30 en Rochefort, Francia

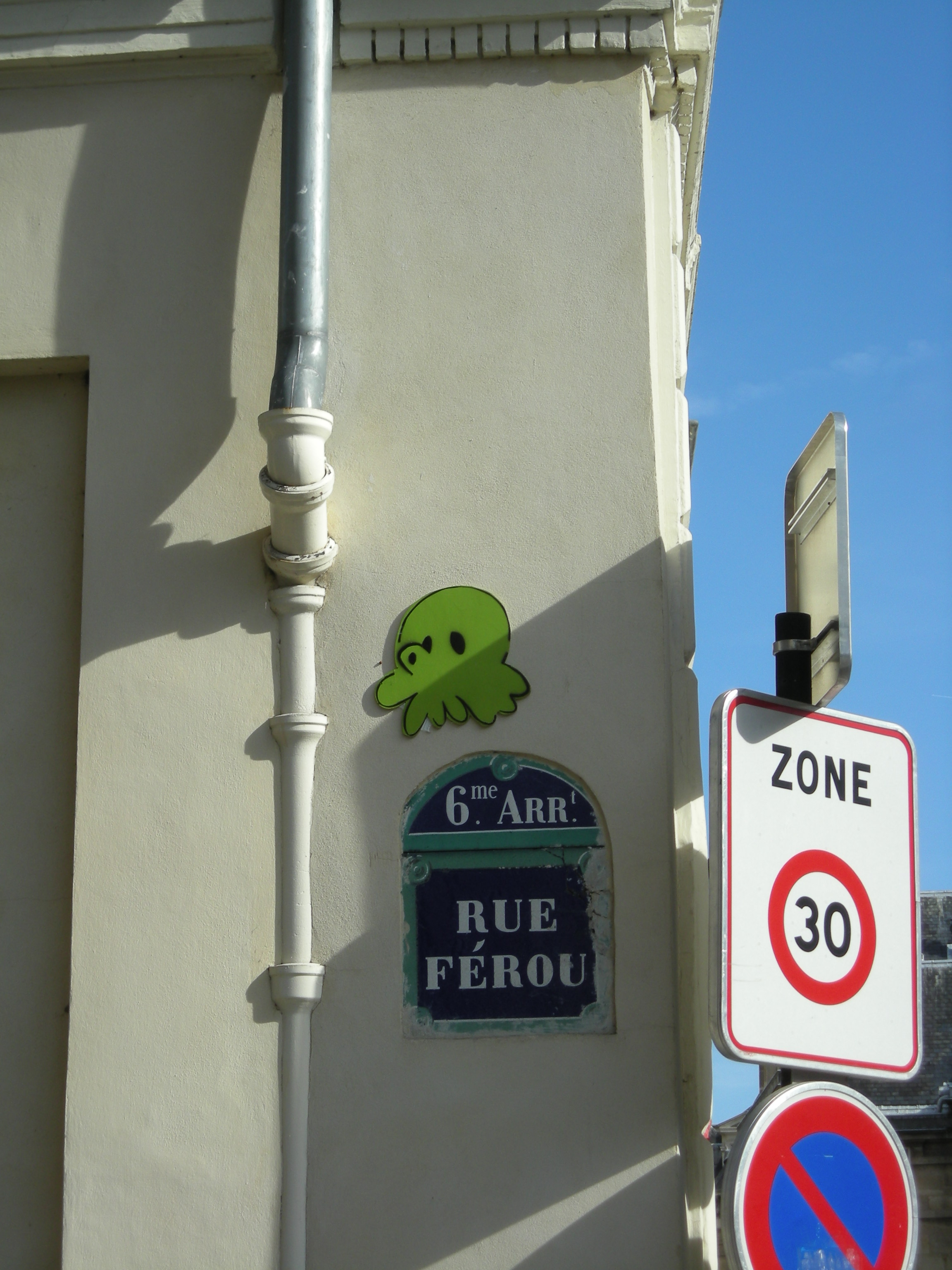
Zona 30 en la calle Férou en París

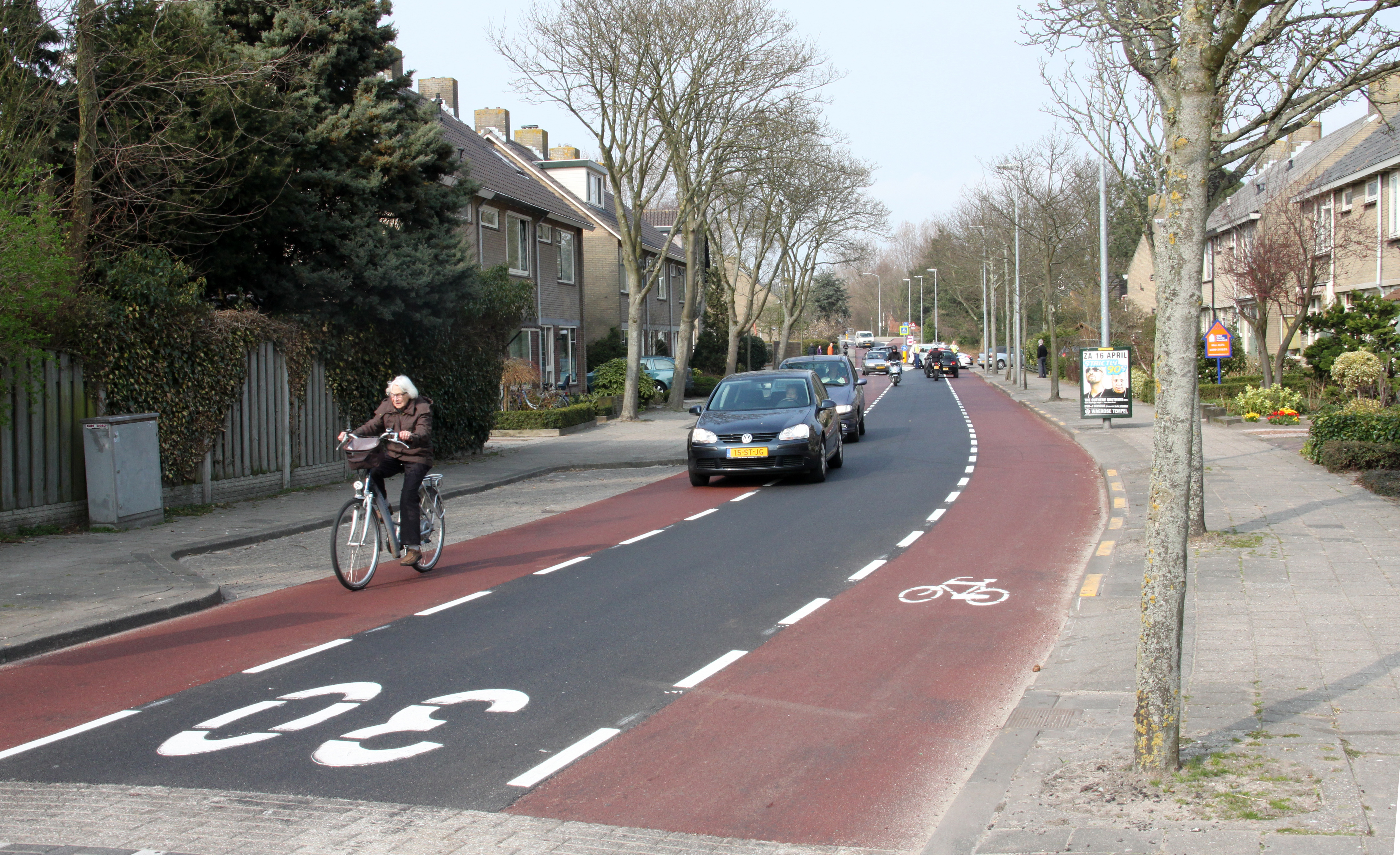
Zona 30 y ciclovías en Ouddorp, Países Bajos

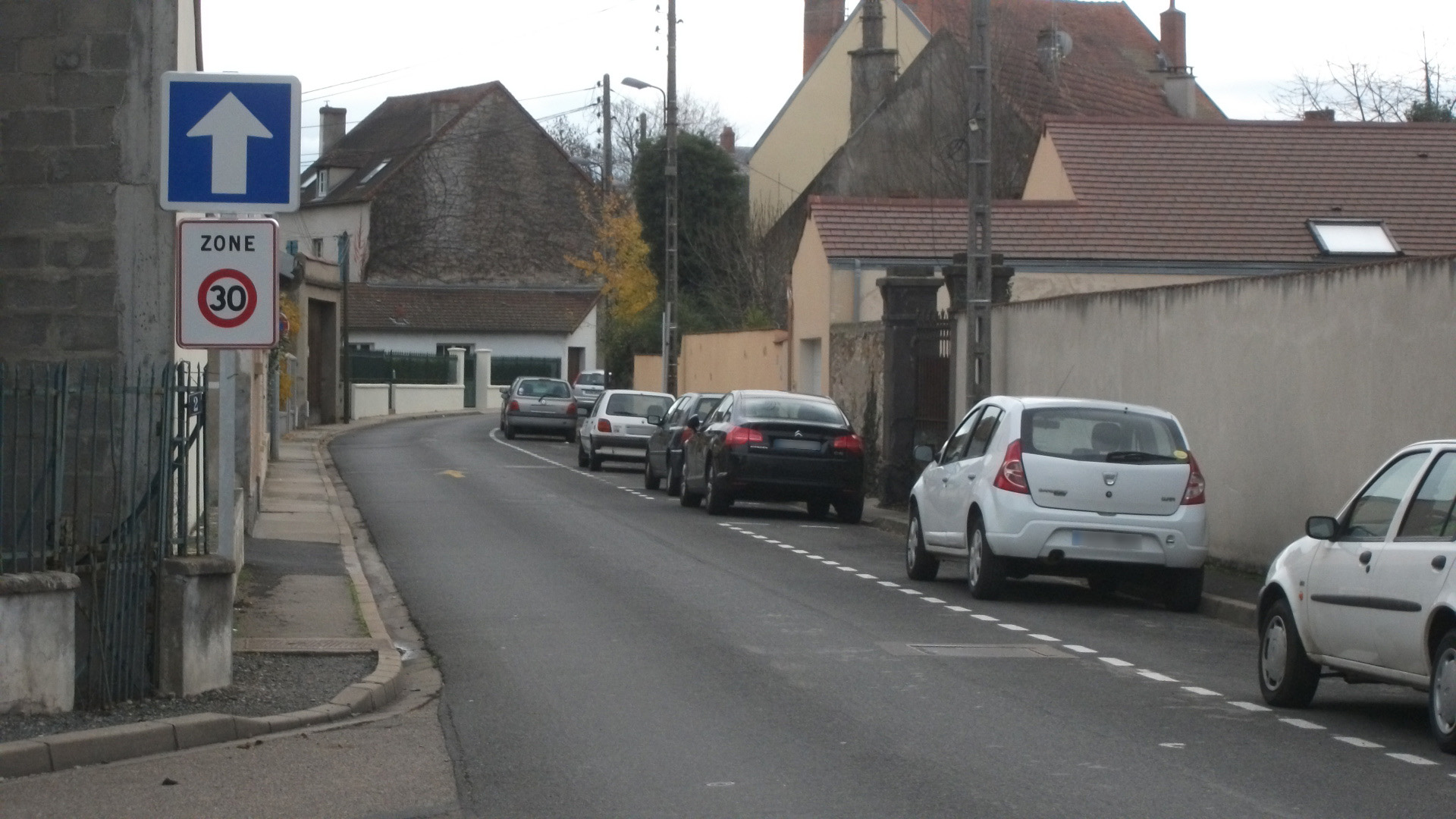
Zona 30 en la calle Jean-Baptiste Bru en Cusset, Francia

En Europa las zonas 30 son aplicadas ampliamente. En el 1 de septiembre de 1992, Graz, Austria, se convirtió la primera ciudad europea en implementarla. En Países Bajos también se han aplicado. En Suiza, la primera ciudad en aplicar la Zona 30 fue Zúrich en 1991.
Otras países que la han aplicado en varias ciudades son: Alemania, Bélgica, Francia y España.

Señal de tráfico de inicio de Zona 30
Alemania
Austria
Bélgica
España
Francia
Hungría
Italia
Noruega
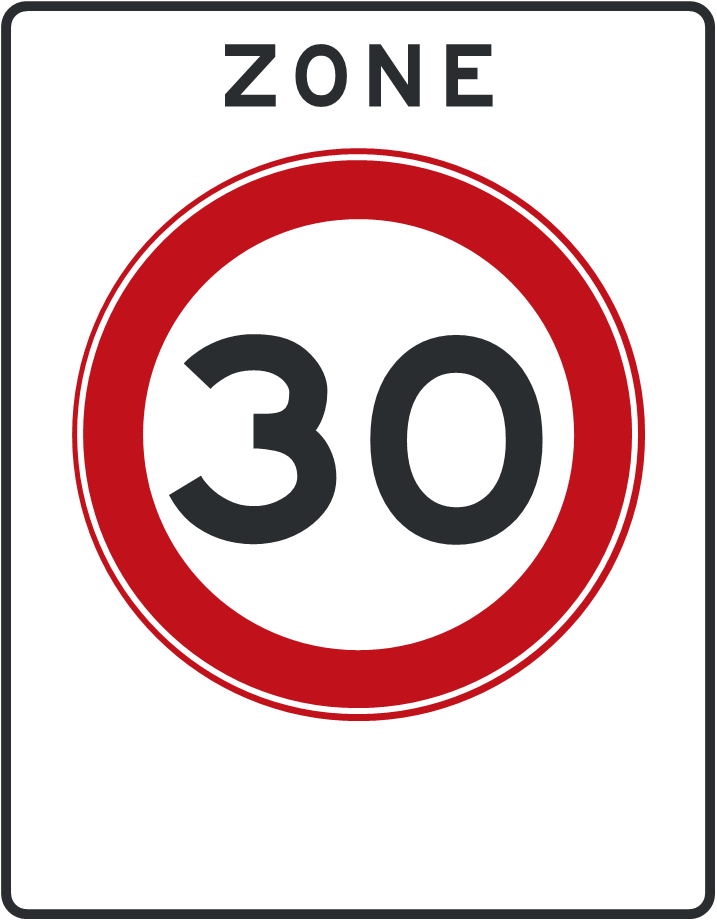
Países Bajos
Reino Unido (Zona 20)
Rumania
Rusia
Suiza (alemán y francés)
Suiza (italiano y romanche)

Señal de tráfico de fin de Zona 30
Alemania
Austria
Bélgica
España
Francia
Hungría
Italia
Noruega
Países Bajos
Reino Unido (Zona 20)
Rumania
Rusia
Suiza (alemán y francés)
Suiza (italiano y romanche)